# ECM Records
Az ECM Records (Edition of Contemporary Music – kortárs zenei kiadó) egy németországi lemezkiadó.

## Története
eredetileg kortárs dzsesszzenei kiadóként alapította Manfred Eicher 1969-ben, Münchenben. A kiadó mára mintegy 1000 lemezes katalógusával a világ egyik legnagyobb lemezkiadójának számít. Később profilja a jazz mellett kortárs és klasszikus zenével is bővült, mivel Eicher úgy érezte, a jazz a '80-as évekre kezdte elveszíteni azt az úttörő, formáló lendületét, amellyel a kiadó alapításakor rendelkezett. 
1984-től a kortárs és klasszikus lemezeket ECM New Series név alatt publikálják. 
Az ECM missziója óriási: a '70-es évek vége óta számtalan zenészt fedezett fel, tett ismertté, valamint különleges, stílusokon átívelő zenei projektek is kapcsolódnak hozzájuk. A kiadó neve különösen összeforródott néhány zenésszel, akik a kiadó révén váltak világhírűvé, avagy épp fordítva: akik világhírűvé tették az ECM nevét. Ilyenek például Keith Jarrett, Paul Bley, Jan Garbarek, Chick Corea, Pat Metheny, az Art Ensemble of Chicago, a zeneszerzők közül Arvo Pärt, Steve Reich, Kurtág György, Valentin Silvestrov és sok más szerző, a klasszikus zene előadói közül pedig a The Hilliard Ensemble, Schiff András, a Keller Quartet, Kim Kashkashian, vagy a Trio Mediaeval.
A kiadó és Eicher számtalan díjjal, többek között a Midem Év Kiadója díjával is büszkélkedhet. 2007-ben Horizons Touched címmel könyv jelent meg az ECM munkásságáról.